# Hollinger (entreprise)
Hollinger Inc. est une compagnie canadienne basée à Toronto, Ontario. Elle est contrôlée par l'entreprise canadienne Ravelston Corporation, qui fut créée pour servir de société de portefeuille (« holding ») au magnat de la presse Conrad Black, qui avait abandonné sa citoyenneté canadienne pour devenir « Lord Black », membre de la Chambre des lords britannique.
Faisant face à la faillite, Conrad Black et son partenaire David Radler abandonnent leurs fonctions administratives le 20 avril 2005. 
La compagnie a commencé ses activités en 1909 sous le nom Hollinger Gold Mines, puis devint Hollinger Mines plus tard. Elle était propriétaire des plus grandes mines d'or au monde, à cette époque, situées dans la région de Timmins, Ontario, Canada.
Hollinger Inc. est la compagnie sœur du groupe Sun-Times Media, basée à Chicago, Illinois, États-Unis.